# Oleria paula
Oleria paula är en fjärilsart som beskrevs av Gustav Weymer 1884. Oleria paula ingår i släktet Oleria och familjen praktfjärilar. Inga underarter finns listade i Catalogue of Life.

## Bildgalleri

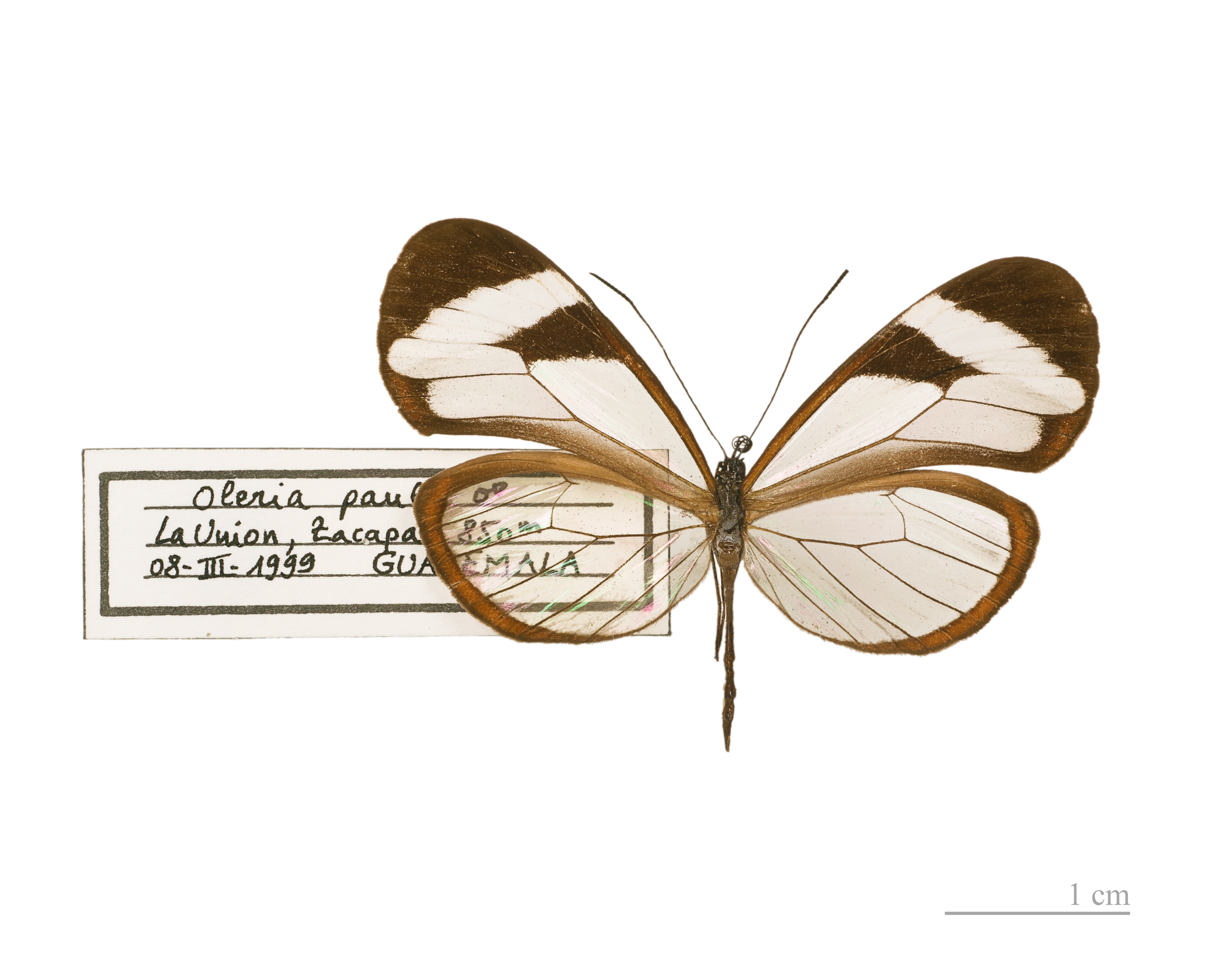